# Synchronicity (album d'Olivia)
Pour les articles homonymes, voir Synchronicity (homonymie).
Albums de Olivia
The Lost Lolli
(2004)
Singles
Synchronicity est le 1eralbum de Olivia, sorti sous le label Cutting Edge le 6 décembre 2000 au Japon. Il atteint la 20e place du classement de l'Oricon. Il se vend à 17 100 exemplaires la première semaine, et reste classé pendant 6 semaines, pour un total de 41 280 exemplaires vendus. C'est l'album le plus vendu d'Olivia à ce jour.

## Liste des titres
| 1.  | solarhalfbreed                | 3:40 |
| 2.  | walk on by                    | 3:27 |
| 3.  | Dear Angel                    | 5:17 |
| 4.  | Color of your Spoon           | 5:57 |
| 5.  | Escape the Flames             | 3:50 |
| 6.  | Dress me Up (English Version) | 4:52 |
| 7.  | soulmate                      | 5:38 |
| 8.  | Dekinai (できない)            | 4:56 |
| 9.  | Grapefruit Tea                | 2:23 |
| 10. | crystalline                   | 5:34 |
| 11. | liquid skies                  | 6:12 |
| 12. | re-ACT (Album-mix)            | 4:38 |
| 13. | I.L.Y.~Yokubou~ (～欲望～)    | 4:55 |
| 14. | mint (First Press Bonus)      | 2:11 |